# Censimento degli Stati Uniti d'America del 1890

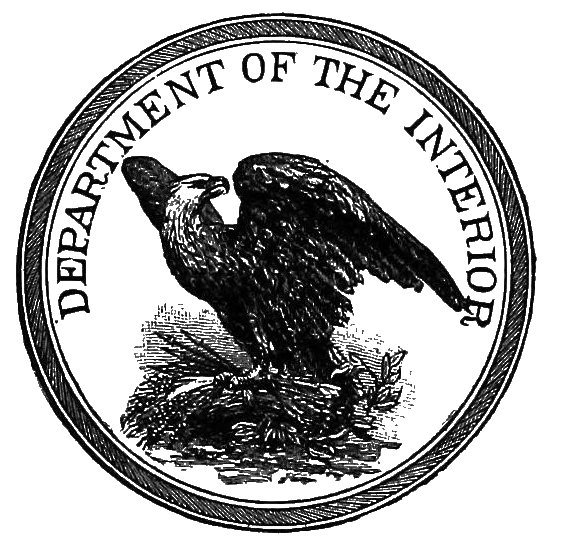
Sigillo del Dipartimento degli Interni

Il censimento degli Stati Uniti d'America del 1890 è stato l'undicesimo censimento degli Stati Uniti d'America. Il censimento è stato condotto alla data del 2 giugno 1890.
Il censimento del 1890 è stato il primo ad essere compilato con le macchine tabulatrici inventate appositamente da Herman Hollerith per tale scopo. Il conteggio della popolazione totale, di 62.947.714 unità, è stata annunciata dopo solo sei settimane dal trattamento dei dati. Poiché si credeva che la regione di frontiera degli Stati Uniti non esistesse più, il monitoraggio della migrazione verso ovest non è stato tabulato nel censimento. Questa tendenza ha spinto Frederick Jackson Turner a sviluppare la tesi della frontiera.
Il censimento del 1890 è uno dei soli tre per i quali i dati originali non sono più disponibili. Quasi tutti i dati sulla popolazione infatti sono andati distrutti a causa di un incendio nel 1921.